# El Riíto de Mazaray
El Riíto de Mazaray o también llamada Riíto Muerto, es una ranchería del municipio de Huatabampo ubicada en el sur del estado mexicano de Sonora, en la zona del valle del río Mayo. Según los datos del Censo de Población y Vivienda realizado en 2010 por el Instituto Nacional de Estadística y Geografía (INEGI), El Riíto de Mazaray (Riíto Muerto) tiene un total de 558 habitantes. Fue fundado en los años 1980.

## Geografía
El Riíto de Mazaray se sitúa en las coordenadas geográficas 26°44′56″ de latitud norte y 109°38′47″ de longitud oeste del meridiano de Greenwich, a una elevación de 3 metros sobre el nivel del mar.